# Europska kratkodlaka mačka
Europska kratkodlaka mačka je kratkodlaka pasmina domaće mačke.

## Porijeklo
Europska kratkodlaka je jedna od najstarijih i vrlo uobičajenih pasmina kontinentalne Europe.
Prihvaćena je i standardizirana tek u novije vrijeme, godine 1982. je ovu pasminu priznala međunarodna felinološka asocijacija Fédération Internationale Féline (FIFe).
Danas se europska kratkodlaka izlaže u III. kategoriji - kratkodlake mačke.
Uzgaja se selektivno a većina registara ne dopušta potomke nastale križanjem s britanskom kratkodlakom mačkom.

## Karakteristike
Tjelesna obilježja europske kratkodlake mačke uglavnom su nalik pasmini britanske kratkodlake. Ima snažno, mišićavo tijelo i gustu dlaku koja je štiti od svih vremenskih uvjeta.
Od britanske se razlikuje nešto dužim licem s manje istaknutom vilicom, i nije toliko krupna.
Po naravi je mirna, povučena i inteligentna.

## Izgled
- Tijelo: srednje do velike veličine, mišićavo i elegantno
- Glava: od trokutaste do okrugle, s izraženom njuškom
- Oči: Velike, okrugle i dobro razmaknute
- Uši: srednje veličine, uspravne, s oblim vrhom
- Rep: širok, srednje duljine, sužava se prema vrhu
- Dlaka: kratka, gusta i nakostriješena
- Boje: europska kratkodlaka priznata je u mnogim bojama i kombinacijama boja.

## Zanimljivost
Domaće kratkodlake mačke bez rodovnice koje su tipične za većinu zemalja pa tako i za Hrvatsku, također se mogu izlagati na izložbama mačaka u kategoriji Domaća mačka. 
Naročito lijepi primjerci mogu prema procjeni sudaca biti predloženi u kategoriju Europska kratkodlaka mačka.

## Vanjske poveznice
- FIFe, standard Europske kratkodlake mačke
- Felinološki savez Australije, standard Europske kratkodlake mačke